# Bryggkantlav
Bryggkantlav (Lecanora orae-frigidae) är en lavart som beskrevs av Rolf Santesson. Bryggkantlav ingår i släktet Lecanora, och familjen Lecanoraceae. Enligt den svenska rödlistan är arten sårbar i Sverige. Arten förekommer på Öland, Svealand, Nedre Norrland och Övre Norrland. Artens livsmiljö är havsstränder.